# Out Of Orbit -Triple ZERO-
「Out Of Orbit 〜Triple ZERO〜」（アウト・オブ・オービット トリプル・ゼロ）は、2002年2月20日にリリースされたT.M.Revolutionの16枚目のシングル。発売元はアンティノスレコード。同年7月1日再発盤がリリース。

## 概要
- 13thシングル「HEAT CAPACITY」以来のノンタイアップ作。6.5万枚（オリコン調べ）のセールスを記録した[1]。
- このシングルより浅倉大介によるプロデュースから、西川のセルフプロデュースとなった（浅倉は、以降も作曲・編曲・音楽プロデュースを手掛ける）。
- カップリング曲「LIGHT MY FIRE〜private mix」は5thアルバム『progress』収録曲のアレンジバージョン。
- 発売時のキャッチコピーは、『1年振りニューシングル!!王道のT.M.Revolutionナンバー堂々リリース!』[2]。

## 収録曲
作詞：井上秋緒（特記以外）全作曲・編曲：浅倉大介
1. Out Of Orbit 〜Triple ZERO〜
  - 出版社：日本テレビ音楽
2. Juggling
  - 出版社：ソニー・ミュージックアーティスツ
3. LIGHT MY FIRE〜private mix
作詞：西川貴教
  - 出版社：ソニー・ミュージックアーティスツ

## 収録アルバム
- B★E★S★T（#1）
- coordinate（#1、#2）
  - #1は「phase shift mix」、#2は「acoustic GTR "turbo" starter」として収録。
- 1000000000000（#1）
- UNDER:COVER 2（#1,セルフカバー）